# Alessandro Mazzinghi
Alessandro Mazzinghi, detto Sandro (Pontedera, 3 ottobre 1938 – Pontedera, 22 agosto 2020), è stato un pugile, scrittore e cantante italiano, uno tra gli atleti più amati dal pubblico degli appassionati di boxe in Italia. È stato Campione del Mondo dei pesi medi junior (1963-1965 e 1968-1969) e Campione d'Europa della stessa categoria (1966-1968). È stato uno dei nove atleti unanimemente riconosciuti campione del mondo di tale categoria nella storia del pugilato.

## Biografia

### Carriera da dilettante
Inizia a frequentare la palestra e a praticare il pugilato nel 1954, sulle orme del fratello Guido Mazzinghi, pugile di buon valore. Il suo primo maestro è Alfiero Conti, presso la palestra pugilistica del vicino paese di Cascina, dove Mazzinghi inizia ad allenarsi di nascosto dalla madre. Conti ne intuisce il talento e profetizza ad un quindicenne Mazzinghi che un giorno diventerà campione del mondo. Nel proseguire della carriera, il fratello Guido diventa allenatore e maestro di Sandro.
Nel periodo giovanile è campione italiano juniores nel 1958. Debutta nella nazionale dilettanti nel 1959 ma, nei superwelter, è chiuso da Nino Benvenuti, più volte campione italiano e due volte campione europeo.
Nel torneo eliminatorio per le Olimpiadi di Roma 1960 Benvenuti è dirottato nella categoria dei pesi welter ma Mazzinghi è sconfitto da Carmelo Bossi e non partecipa ai giochi.
Dopo le Olimpiadi resta ancora un anno dilettante. Sandro vince i campionati nazionali militari, poi va a Fort Dix (USA) e vince i Campionati mondiali militari per i superwelter. Ai campionati Europei dilettanti, disputati a Belgrado, è eliminato ai quarti di finale.

### Carriera da professionista

Sandro Mazzinghi strappa all'americano Ralph Dupas la corona mondiale dei Welter pesanti. Milano, 1963.

Passa professionista nel settembre 1961 con alle spalle un'organizzazione di eccezionale efficienza. Il suo procuratore è Adriano Sconcerti che lo presenta ben presto a Vittorio Strumolo, patron della S.I.S (Società Imprese Sportive) che ha il monopolio delle riunioni pugilistiche sulla piazza di Milano, all'epoca la più importante d'Italia. Giovanni Borghi, proprietario della Ignis, lo sponsorizzerà per tutta la carriera, rendendolo ambasciatore del marchio Ignis nel mondo. Il suo allenatore e mentore è il fratello Guido. Questa eccellente scuderia gli permette di ottenere la chance mondiale dopo soli due anni di professionismo, scavalcando tutti gli ex compagni della squadra azzurra dilettanti che avevano colto allori alle Olimpiadi - dove Mazzinghi non era riuscito a qualificarsi - ed erano passati professionisti un anno prima di lui.
Mazzinghi combatte inizialmente nei pesi medi, il cui limite (kg 72,270), tra i professionisti, è di poco superiore a quello fissato tra i dilettanti per i pesi superwelter (kg 71). Il 27 luglio 1962 subisce una prima sconfitta ai punti in otto riprese da Giampaolo Melis. Batte due volte Fabio Bettini, sempre ai punti. Batte il quotato statunitense Tony Montano, il 5 aprile 1963, al Palazzo dello Sport di Roma, ai punti in dieci riprese, facendo registrare al peso kg 71,300 contro i 73 dell'avversario.
Dopo tali eccellenti risultati, Mazzinghi viene "dirottato" da Sconcerti nella categoria dei pesi medi junior. Tale classe di peso, nella quale Mazzinghi militerà per tutta la carriera, era stata istituita solo l'anno precedente, tra i professionisti, con un limite di 154 libre pari a kg 69,853. Il detentore del titolo è lo statunitense Ralph Dupas, proveniente dai pesi welter, che lo è diventato battendo due volte il connazionale Denny Moyer con verdetti risicati. Chiaramente, il valore effettivo di tale corona mondiale non poteva rivaleggiare con le più blasonate categorie dei pesi medi o dei welter, per citare le due classi di peso ad essa limitrofe. In ogni caso, il 5 maggio 1963 al Vigorelli di Milano, Mazzinghi combatte una virtuale semifinale per il titolo, sconfiggendo il fortissimo Don Fullmer per KO tecnico all'ottava ripresa, a seguito di tre atterramenti nello stesso round.
Il match "mondiale" è allestito dalla SIS di Vittorio Strumolo il 7 settembre 1963 al Velodromo Vigorelli di Milano. Già alla prima ripresa Mazzinghi centra l'avversario con un gancio destro. Dupas si riprende e accetta lo scambio. Il toscano inizia a sanguinare dalle sopracciglia, grazie ad alcune testate che causano due richiami al campione. Alla nona ripresa un destro d’incontro manda al tappeto Dupas. Lo statunitense si rialza al sei ma l'arbitro Neuhold non lo ritiene in grado di proseguire. Sandro Mazzinghi è Campione del Mondo dei medi junior battendo Ralph Dupas per KO tecnico alla nona ripresa. È il quarto italiano, dopo Carnera, D'Agata e Loi a indossare una cintura mondiale di pugilato.
Il 2 dicembre successivo si svolge la rivincita a Sydney (Australia) e Mazzinghi vince di nuovo per KO tecnico alla tredicesima ripresa. Anche in tale occasione, Mazzinghi è ferito alla sesta ripresa da una testata dell'avversario che, però, non è richiamato dall'arbitro. Quest'ultimo, anzi, sembra intenzionato a interrompere il match per ferita a vantaggio dell'ex campione. È distolto dalle veementi proteste di Guido Mazzinghi, all'angolo del detentore. Nella tredicesima ripresa, Mazzinghi mette Dupas al tappeto dopo una lunga serie di colpi al corpo. Lo statunitense è contato e si rialza. Mazzinghi lo investe nuovamente con una serie di pugni. Dupas cade ed è contato ancora. Si rialza ma è colpito da un poderoso destro che induce l’arbitro a interrompere il combattimento e a decretare la vittoria in favore di Sandro Mazzinghi.
Proprio in quel periodo, riprende e si ingigantisce la rivalità con Nino Benvenuti. La stampa caldeggia uno scontro fra i due campioni, accentuandone le diversità stilistiche nel modo di affrontare il pugilato: Benvenuti preferisce la scherma, Mazzinghi si esalta nella lotta. Addirittura confrontandoli sul lato umano, ottenendo di peggiorare ancor più il loro già difficile rapporto.
Purtroppo, inizialmente Mazzinghi ha gravi problemi extrasportivi per poter affrontare il triestino. Si sposa nel febbraio 1964 ma, dopo soli dieci giorni di matrimonio, la sua auto slitta sul fondo stradale reso scivoloso dalla pioggia e la vettura si schianta contro un albero. La moglie Vera Maffei muore sul colpo; Sandro è sbalzato fuori dall'abitacolo e si salva, ma riporta una frattura della scatola cranica e il labirinto auricolare chiuso.
Ancora sotto shock, il 24 aprile successivo incontra, senza titolo in palio, il poco più che discreto Charley Austin che, alla seconda ripresa, lo sorprende e lo mette knock-down con un destro. Il campione del mondo si rialza e prende l'iniziativa del match. Alla nona ripresa, una provvidenziale ferita sull'arco sopracciliare dell'avversario gli consente di averne ragione. Nel successivo mese di giugno concede la rivincita a Austin che, dopo tre richiami ufficiali, viene squalificato per trattenute alla settima ripresa.
Mazzinghi mette in palio il titolo per la prima volta contro Tony Montano, il 3 ottobre 1964, al Palazzo dello Sport di Genova. Il match è preceduto da un "giallo": lo sfidante non riesce a rientrare nel peso, segnando alla bilancia 71 kg. Ciò significa che, in caso di vittoria, lo statunitense sarebbe riconosciuto Campione del Mondo solo dall'EBU, che aveva mantenuto la suddivisione dei dilettanti, mentre Mazzinghi resterebbe campione per la WBA e la WBC. Il problema però non si pone, in conseguenza della chiara vittoria del detentore per KO tecnico alla tredicesima ripresa.

Una fase del match tra Sandro Mazzinghi e Fortunato Manca, per il titolo mondiale dei pesi superwelter

Dopo una chiara vittoria contro il messicano Gaspar Ortega (KO tecnico alla nona ripresa), Mazzinghi affronta il campione europeo dei pesi welter Fortunato Manca, al Palazzo dello Sport di Roma, l'11 dicembre 1964. È la prima volta che due italiani si sfidano con in palio una corona mondiale. Mazzinghi conduce il match con la sua boxe generosa, acquisendo un chiaro vantaggio. All'ultima ripresa, però, Manca lo mette alle corde e lo colpisce con una serie micidiale. Solo l'orgoglio e il gong riescono a salvare il campione toscano da una clamorosa sconfitta prima del limite. Il verdetto decreta la vittoria di Mazzinghi con un vantaggio di due o tre punti.
Nel frattempo, per mettere pressione a Mazzinghi, Benvenuti affronta tutti i più forti possibili avversari del toscano: l'ex Campione del Mondo dei medi junior Denny Moyer, lo sfidante n. 1 al titolo mondiale Abrão De Souza, l'argentino Juan Carlos Duran. Alla fine Mazzinghi accetta il confronto, ma a posteriori sosterrà e rimprovererà il rivale e il suo clan di averlo voluto incontrare troppo a ridosso dell'incidente stradale, da cui, a sua opinione e di molti altri, non si era ancora ripreso. In realtà tra l'incidente e il primo match con Benvenuti erano già trascorsi diciotto mesi e, nel frattempo, Mazzinghi aveva sostenuto dieci incontri, mettendo anche due volte in palio il titolo mondiale con altri due avversari (Montano e Manca).

Il montante destro con il quale Nino Benvenuti (a destra) mette KO Sandro Mazzinghi e gli strappa la corona mondiale dei pesi medi jr. Milano, Stadio San Siro, giugno 1965.

Il match è comunque fissato per il 18 giugno 1965 allo stadio di San Siro a Milano. Sotto il profilo economico, la borsa per il detentore del titolo è di 22 milioni e mezzo; 15 quella dello sfidante.
Benvenuti si è preparato scrupolosamente per il match mondiale. Desiderando abbattere il rivale prima del limite ha studiato il “colpo perfetto”: per sorprendere Mazzinghi, anziché con il montante sinistro si è allenato a colpire con il montante destro. Per tutte le prime cinque riprese Mazzinghi dà sfogo al suo impeto di combattente, mentre il triestino attende che il suo avversario si scopra per piazzare il colpo decisivo. Infatti il Campione del Mondo conquista un leggero vantaggio. Poi, alla sesta ripresa, con un magistrale montante destro Benvenuti mette al tappeto Mazzinghi che rimane a terra per il conto totale, perdendo così l'incontro e il titolo mondiale dei medi junior per KO.
La rivincita, obbligatoria per contratto, si svolge al Palazzo dello Sport di Roma, il 17 dicembre 1965. L'impianto è strapieno e, tra i quindicimila spettatori, sono presenti Delia Scala, Mina, Nicola Pietrangeli, Aldo Fabrizi, Renato Salvatori, Renato Rascel, Franco Interlenghi e Walter Chiari grande appassionato e amico di Mazzinghi.
Alla fine della seconda ripresa un sinistro di Benvenuti alla mascella fa toccare il tappeto a Mazzinghi con un ginocchio. Il toscano si rialza prontamente ma è contato sino all'otto dall'arbitro Aniello. Poi il gong gli evita di subire ancora l'azione dell'avversario. Dopo un altro paio di riprese favorevoli al Campione del Mondo, il toscano si riprende e comincia a martellare l'avversario aggiudicandosi le fasi centrali del match fino alla 13ª ripresa. I pugili fanno ricorso a tutte le armi del mestiere. Benvenuti subisce due ammonizioni e Mazzinghi una. A due riprese dal termine, l'incontro sembra ancora aperto ma Benvenuti, con un finale brillante, conclude in bellezza il durissimo combattimento. Mazzinghi è una maschera di sangue ma anche Benvenuti è costretto a utilizzare una bomboletta ad ossigeno. Il verdetto tarda ad essere emesso e ci vorrà circa un'ora. Alla fine il punteggio in favore del Campione del Mondo è unanime ma sul ring del Palazzo dello Sport vola di tutto. L'arbitro Aniello vede vincitore Benvenuti per due punti; il giudice Brambilla soltanto per uno mentre il giudice Ferrara per quattro. Sul momento, il toscano si congratula con il vincitore ma poi le polemiche si trascineranno ancora per lungo tempo.

Sandro Mazzinghi alza il braccio di Nino Benvenuti, dopo il verdetto del secondo incontro tra i due, Roma 1965

In particolare, Mazzinghi a posteriori ha contestato che l'atterramento da lui subito al secondo round sia stato determinato da un'irrilevante scivolata; poiché invece un KD comporta normalmente una penalizzazione di due punti, ecco che - secondo il toscano e una parte della stampa dell'epoca - il conteggio effettuato dall'arbitro sarebbe stato decisivo ai fini del verdetto finale. Va detto, però, che senza la penalizzazione dei due punti a scapito di Mazzinghi, l'incontro sarebbe finito in pareggio e la corona mondiale sarebbe rimasta comunque sul capo di Nino Benvenuti.
Per molti anni di distanza dalle antiche sfide i due pugili hanno continuato a scontrarsi a più riprese con i loro libri autobiografici e sulla carta stampata. Solo dopo oltre mezzo secolo i coetanei campioni sembrano essersi riconciliati.
Il 17 giugno 1966, a Roma, Mazzinghi conquista il titolo europeo contro il francese Yoland Lévèque. È un'altra battaglia. Il toscano inizia con circospezione per tenere a bada il superiore allungo del detentore. Al 5º round un destro d’incontro di rara potenza del francese gli fa rischiare l'atterramento. Nella sesta ripresa Mazzinghi inizia a colpire duramente al corpo. All'ottava un destro fra il fegato e lo stomaco manda il francese al tappeto. Lévèque riprende a fatica il combattimento. Ancora nella undicesima ripresa riesce a portare un altro destro che Mazzinghi accusa vistosamente. Poi l'ex Campione del Mondo mette nuovamente l’avversario knock-down e poi, alla dodicesima ripresa, definitivamente KO con una lunga serie di colpi.
Mazzinghi difende vittoriosamente la cintura l'11 novembre a Stoccolma, contro lo svedese Bo Högberg, vincendo per KO tecnico alla quattordicesima ripresa; contro il francese Jean Baptiste Rolland, il 3 febbraio 1967 a Milano (vittoria per KO tecnico alla decima ripresa); contro il britannico Wally Swift, il 9 settembre a Milano (vittoria per KO tecnico alla sesta ripresa) e contro il francese Jo Gonzales, il 1º dicembre 1967 a Roma (vittoria per KO alla quarta ripresa).

Mazzinghi contro Ki-Soo Kim (Milano, 1968).

A questo punto il coreano Ki-Soo Kim, che aveva scalzato Benvenuti dal trono mondiale dei medi junior è costretto a mettere in palio il titolo mondiale contro il campione europeo. Il coreano accetta di combattere in Italia solo al prezzo di una borsa di 55.000 dollari; anche per Mazzinghi la borsa sarà la più alta della sua carriera.
L'incontro, disputatosi il 26 maggio 1968, a Milano, allo stadio San Siro, con grande affluenza di pubblico (oltre 30.000 spettatori, di cui 26.971 paganti, per un incasso di 99.150.000 di lire), è rimasto nella memoria degli appassionati per la sua grande spettacolarità.
Mazzinghi inizia furiosamente e al terzo round, con la sua irruenza, manda il campione in carica al tappeto. L'arbitro Harold Valan conta il frastornato coreano che sembra addirittura volersi ritirare ma si riprende immediatamente. A questo punto Mazzinghi sembra avere la vittoria in tasca. Invece, per le rimanenti 12 riprese i due pugili iniziano a picchiarsi con una violenza selvaggia e terrificante; soltanto all'ultimo round il toscano riesce a prevalere. Il verdetto, ai punti, non è unanime (il giudice coreano aveva visto vincitore Kim) ma consente a Mazzinghi di vincere questo grande match e di rientrare in possesso del titolo mondiale dei medi junior.
Il 25 ottobre 1968, Mazzinghi mette il palio il suo titolo contro lo sfidante n. 1 della categoria, il temibilissimo Freddie Little, ancora infuriato per un precedente ingiusto verdetto ai punti subito, a suo dire, proprio da parte di Ki-Soo Kim, a Seul, che lo avrebbe privato del titolo mondiale.
Il match si combatte al Palazzo dello Sport di Roma. Lo statunitense, scatenato, ferisce Mazzinghi su entrambe le orbite sopracciliari; il toscano non è più in grado di proseguire e l'arbitro interrompe l'incontro. Tuttavia, anziché assegnare la vittoria allo sfidante per KO tecnico, decreta un verdetto di no contest che consente a Mazzinghi di conservare il titolo.
In realtà l'interruzione è giunta alla fine dell'ottava ripresa e cioè nella seconda parte del match. Per regolamento, quindi, non poteva essere decretato il no contest. Sorgono immediatamente altre polemiche che si placano solo con la privazione del titolo di Mazzinghi "a tavolino" da parte delle due principali federazioni mondiali del pugilato, per evidente errore tecnico.
Un successivo incontro, il 28 marzo 1969 a Roma, contro il modesto cubano Wilfredo Hurst, è talmente deludente che termina nuovamente no-contest per scarsa combattività di entrambi i pugili. A Mazzinghi è anche sequestrata la borsa e scendendo dal ring annuncia il suo ritiro. Nello stesso anno sposa Marisa, dalla quale avrà due figli, poi dopo nove mesi riprende a combattere.
Il 10 settembre 1970 batte per verdetto controverso il quotato statunitense Eddie Pace in un match che secondo taluni sarebbe stato più giusto considerare pari. Combatte ancora una volta poi cessa l'attività per sei anni. Riprenderà dal 1976 al 1979, anno in cui lascia definitivamente la boxe per raggiunti limiti di età.
Ha disputato complessivamente 69 incontri, vincendone 64, di cui 42 per KO; ha subìto 3 sconfitte e 2 no contest. Ha disputato 5 incontri per il titolo d'Europa, vincendoli tutti, e 8 per il titolo Mondiale, vincendone cinque, perdendone due, con un no contest.

### Carriera musicale
Nel 1968 Mazzinghi esordì nel mondo della canzone con i brani Fuoco spento e Almeno in sogno, scritti da lui ed orchestrati dal maestro Gianfranco Intra, riscuotendo un ottimo gradimento del pubblico.

### Carriera letteraria
Sandro Mazzinghi ha scritto diversi libri. Nel 1964 ha dato alle stampe La boxe in 23 lezioni, per i tipi dell'editore De Vecchi di Milano e, nel 2003, Sul tetto del Mondo. Diario di un pugile nei suoi ricordi, a cura di Michelangelo Corazza. Di lui sono state scritte svariate biografie, tra le quali Pugni amari, di Michelangelo Corazza e Mario Braccini, pubblicato nel 1993 e vincitore del Premio Bancarella Sport 1994.

### Morte
Mazzinghi è deceduto in seguito a un ictus nell'estate del 2020 a Pontedera, dove risiedeva.

## Caratteristiche tecniche
Secondo il giornalista Claudio Colombo: «Sandro Mazzinghi è stato l’esempio del pugile coraggioso, combattente, leale. L’imperfezione tecnica elevata a sistema: boxe ribelle, da zigomi gonfi e sopraccigli scheggiati, da brividi sulla schiena e pronostico aperto».
Romolo Mombelli, matchmaker della SIS di Vittorio Strumolo e "mazzinghiano" dichiarato, così lo ha definito: «Un guerriero senza paura, un uomo di spettacolo, un pugile inimitabile in quanto a forza pura. È vero che incassava troppi colpi, che qualche volta "sbarellava", che sapeva difendersi sommariamente ma, alla fine, chi cadeva in ginocchio era l'avversario».
Dario Torromeo, giornalista ed esperto della boxe europea e mondiale, ha così descritto alcuni momenti dell'incontro tra Mazzinghi e Ki-Soo-Kim: «[Mazzinghi] gli chiude ogni via di fuga, lo schiaccia sulle corde, lo bracca, lo costringe a rifugiarsi all'angolo per una disperata difesa. Tira decine di colpi, serie che sembrano infinite.». Lo stesso Torromeo ha così sintetizzato la carriera del campione toscano, al momento del ritiro dalla boxe: «Sandro ha affrontato la vita a testa bassa, fondendo in una grande sintesi l'uomo e il pugile. Tre parole lo hanno sempre accompagnato. Nato per combattere. È un uomo che non ha mai avuto paura. Neppure quando si è trattato di piangere».
Di se stesso Mazzinghi ha detto: «Io sono stato un pugile generoso. E andavo sempre all’attacco, per questo piacevo alla gente. La mia boxe non prevedeva il risparmio di energie, non indietreggiavo mai. Cercavo sempre di lavorare i miei avversari al corpo per fargli abbassare la guardia e trovare lo spiraglio per entrare con i miei colpi. Combattevo all’americana: scambio e corta distanza, (mi mancava) il colpo veloce e secco del ko».

## Riferimenti nella cultura di massa
- Pontedera, nel 2009, ha posto davanti all'entrata del centro sportivo comunale una statua in bronzo che lo raffigura ad altezza naturale, dedicata alle sue gesta sportive ed alla memoria del fratello Guido[48].
- Nella fiction del 2014 di Rai Uno Mister Ignis - L'operaio che fondò un impero, avente ad oggetto la vita di Giovanni Borghi, la parte di Sandro Mazzinghi, ambasciatore dei colori della Ignis nel mondo, è interpretata da Filippo Valle mentre quella del fratello Guido dall'ex pugile Vincenzo Cantatore[49].
- Il 12 novembre 2021 a Torino è andata in scena presso il CUS Centro universitario sportivo la prima teatrale sulla vita di Sandro Mazzinghi dal titolo L'uomo senza paura - Storia di Sandro Mazzinghi e dell'Italia diretto e interpretato dall'attore Mauro Parrinello tratto dal libro di Dario Torromeo Anche i pugili piangono.

## Riconoscimenti
- Cavaliere della Repubblica 1963.
- Premio Caltex Chevron Sportsman dell'anno 1963 e del 1968.
- Premio Telegatto Sorrisi e Canzoni Tv 1977/78 come sportivo più popolare.
- Nel settembre 2016 la Giunta Nazionale del CONI ha deciso l'inserimento di Sandro Mazzinghi tra quelli degli sportivi presenti nel "Viale Più Importante dello Sport Italiano" la "Walk of Fame dello sport italiano". Alla presenza del Presidente CONI Giovanni Malagò, una targa con il nome di Mazzinghi è stata inserita nel percorso inaugurato l'anno precedente al parco olimpico del Foro Italico a Roma, riservato agli sportivi italiani che si sono distinti per i risultati ottenuti in campo internazionale.[51]
- Nel novembre 2018 a Milano gli è stato consegnato la Guirlande d'honneur l'ambitissimo riconoscimento che comprende l'inserimento nella Hall of fame della FICTS, riservata a quei personaggi dello sport, del cinema e della Tv che si sono distinti in una significativa azione di promozione dei valori culturali ed etici.
- Il 26 ottobre 2019 a Castrocaro Terme è inserito nella Hall of fame del pugilato italiano.
- Il 16 Dicembre 2019 a Roma nella sala del CONI gli è stato conferito il Collare d'oro al merito Sportivo la più alta onorificenza del Comitato Olimpico Nazionale Italiano
- Il 3 Ottobre 2022 a Pontedera in collaborazione con l'amministrazione Comunale, i figli del campione ed una commissione di giornalisti di livello Nazionale nasce il Premio Nazionale Alessandro Mazzinghi consegnato a un atleta o a un personaggio del mondo dello sport in attività e non che si è particolarmente distinto per comportamenti virtuosi in ambito sportivo e quest'anno per la prima edizione è andato al Campione del Mondo di ciclismo Mario Cipollini
- 7 Ottobre 2023 Seconda edizione del Premio Nazionale Alessandro Mazzinghi è stato consegnato al ct della Nazione calcio Campione del Mondo 2006 Marcello Lippi
- 18 Ottobre 2024 Terza edizione del Premio Nazionale Alessandro Mazzinghi è stato consegnato al Campione del Mondo di calcio con la Nazionale Italiana nel 1982 e bandiera della Fiorentina Giancarlo Antognoni